# Dysmachus echinurus
Dysmachus echinurus là một loài ruồi trong họ Asilidae. Dysmachus echinurus được Richter miêu tả năm 1962. Loài này phân bố ở vùng Cổ Bắc giới.